# Raquel Partnoy
Raquel Partnoy (Rosario, 12 de junho de 1932) é uma pintora, poeta, ensaísta argentina. Estudou numa escola de arte em sua cidade natal, mas foi após seu casamento que ela se mudou para a cidade portuária do sul bonaerense, de Bahía Blanca, em 1954. Participou por vários anos à oficina de Buenos Aires do influente pintor argentino e professor Demetrio Urruchúa.
Em 1965, realizou sua primeira mostra na "Galería Van Riel", e continuou pintando e organizando exposições em diversos lugares de Buenos Aires e outras cidades argentinas até 1994, quando se mudou para os Estados Unidos, se estabelecendo em Washington D.C. onde continuou sua carreira artística. Ante um convite da Embaixada de Argentina em Washington D.C, Partnoy exibiu suas séries “Mulheres do Tango” e  “Tango: Inner Landscapes”, em 1997 e em 2003, onde interpretou a histórias que se encontram em letras de tango, tais como as das jovens mulheres discriminadas e menosprezadas pela sociedade. Também tem feito mostras individuais em: Museu Judeu Nacional B'nai Brith Klutznick, Goucher College, e o Studio Gallery de Washington.
Através de suas séries de pinturas “Sobrevivendo ao Genocídio" (Surviving Genocide) que foi mostrada pela primeira vez em sua mostra da Martin Luther King, Jr. Library de Washington D.C. Em 2003, Partnoy representou suas experiências de sua família durante a ditadura cívico-militar em Argentina, de 1976 a 1983, onde 30.000 pessoas foram assassinadas e consideradas desaparecidas pelo dito terrorismo de Estado. Em 12 de janeiro de 1977, sua filha Alicia Partnoy, e sua neta de dezoito meses de idade, foram sequestradas por integrantes do Exército Argentino, e desapareceu por três meses e meio. Durante esse período, tiveram-na clandestinamente prisioneira no centro clandestino de detenção La Escuelita nas cercanias da cidade sureña bonaerense de Bahia Branca. Depois desse período tenebroso, foi encarcerada por um total de três anos em diferentes estabelecimentos carcerários. Ademais o ensaio de Raquel Partnoy sobre sua própria mostra “Sobrevivendo ao Genocídio”, e as imagens de suas pinturas sobre tais acontecimentos, foram publicadas em "The Jewish Diaspora in Latin American and the Caribbean: Fragments vos Memory (A Diáspora Judaica na América Latina e no Caríbe: fragmentos de cor)", de kristin Ruggiero, da editorial Sussex Academic Press, RU, 2005
Tem sido a ilustradora de The Little School: Tais of Disappearance and Survival, da coautoría de sua irmã e da dominicano-estadounidense Julia Álvarez.

## Algumas publicações
- raquel Partnoy. 2005. Volando bajito. Editor Red Hen Press, 83 pp. ISBN 1-59709-002-6

- 2003. Landscapes, cityscapes, humanscapes. Editor District of Columbia. Martin Luther King, Jr. Memorial Library & R. Partnoy, 16 pg.

- 1998. The little school: tais of disappearance & survival. Midnight Editions Séries. Debut literature. 2ª edição ilustrada, reimpresa de Cleis Press, 136 pg. ISBN 1-57344-029-9

- 1992. Revenge of the apple. Traduzido por Alicia Partnoy. Edição ilustrada de Cleis Press, 99 pg. ISBN	093941662X

- 1988a. You can't drown the fire: Latin American women writing in exile. Editor Cleis, 258 pg. ISBN 0-939416-16-6

- alicia Partnoy, aynur Kurtböke, raquel Partnoy. 1988b. Okulcuk. Editor Bibliotek, 135 pp.

- raquel Partnoy. 1986. The little school: tales of disappearance & survival in Argentina. Edición ilustrada dE Cleis Press, 136 pp. ISBN 0-939416-07-7